# 格子結螺
格子結螺（学名：Cronia pothuauii）为骨螺科擬岩螺屬下的一个种。